# Khuldabad
Khuldabad es una ciudad y  municipio situada en el distrito de Aurangabad en el estado de Maharashtra (India). Su población es de 15749 habitantes (2011). 

## Demografía
Según el censo de 2011 la población de Khuldabad era de 15749 habitantes, de los cuales 8112 eran hombres y 7637 eran mujeres. Khuldabad tiene una tasa media de alfabetización del 81,97%, inferior a la media estatal del 82,34%: la alfabetización masculina es del 88,22%, y la alfabetización femenina del 75,35%.